# IG Magazine
IG Magazine est un magazine bimestriel français de type « mook » consacré aux jeux vidéo et à la culture vidéoludique. Le titre est édité par Ankama Presse, de mars 2009 à juillet 2013.

## Historique
IG magazine est un mook tiré à 33 000 exemplaires, diffusé en France, en Belgique, en Suisse et au Canada. Le magazine « revendique [la] mission de toucher tous les publics : les filles, les garçons ; les gamers et les autres, … » Parmi les rédacteurs figurent des collaborateurs de la chaîne de télévision Nolife, du mook Pix'n Love et du site Web Gameblog. Le game designer Éric Viennot y tient une chronique. Jusqu'au numéro 12, IG Magazine est entièrement financé par son éditeur, et ne contient pas de publicité. Après celui-ci, la publicité est introduite, afin de ne pas augmenter le prix du magazine, à cause de la montée du cout du papier. Ce qui provoque la colère des fans car elle est faite au détriment d'éléments caractéristiques du magazine (transitions de rubriques, mini-BD...). Avec des pertes de 250 000 euros fin 2012, Ankama annonce l'arrêt du magazine. À la suite de cette annonce, le tout dernier numéro sort le 26 juillet 2013,, et la production s'arrête à partir du mois d'août. Il y a un total de 27 numéros et dix hors séries, ainsi qu'un livre sur le RPG,,,,.

## Rubriques
IG Magazine est construit autour de six rubriques :
- Critiques : première section consacrée à l’actualité des sorties et à des dossiers de rétrospective venant en complément de certains tests proposés.
- Économie : section présentant les tendances de l’industrie vidéoludique, et s’articulant autour de plusieurs thèmes comme les tendances, les produits ou encore les métiers du jeu vidéo.
- People : section faisant découvrir des entreprises, des développeurs et des personnalités connus ou moins connus de l'univers vidéoludique.
- Culture : section consacrée aux interactions entre le loisir vidéoludique et les autres médias, évoquant les univers virtuels créés, et analysant les représentations sociales dans le jeu vidéo.
- Rétro : section consacrée à l’histoire des jeux, des machines et des firmes.
- Geekzone : dernière section proposant des articles plus légers au ton plus personnel, dans laquelle les rédacteurs y livrent leurs souvenirs de joueurs ou leurs analyses des publicités de jeux vidéo.